# Household Name Records
Household Name Records ist ein unabhängiges britisches Musiklabel. 
Das Label brachte 1996 seine erste Compilation auf den Markt, mit der zunächst weniger bekannte britische Bands gefördert werden sollten.
Das Label verfolgt das Ziel, verschiedenste Musikrichtungen zu präsentieren. Daher definiert sich Household Name Records nicht durch einen bestimmten Musikstil.

## Interpreten
- Antimaniax
- Apologies, I Have None
- Assert
- Belvedere
- Big D and the Kids Table
- Capdown
- Captain Everything!
- Da Skywalkers
- Five Knuckle
- Hard Skin
- HHH
- Howards Alias
- Imbalance
- Indecision
- Kafka
- Kenisia
- Knuckledust
- Leftover Crack
- Lightyear
- Medulla Nocte
- Red Lights Flash
- Satanic Surfers
- Silencer 7
- Suicide Bid
- The Filaments
- The Foamers
- Withdrawn
- Yeast